# Andrei Sannikaŭ

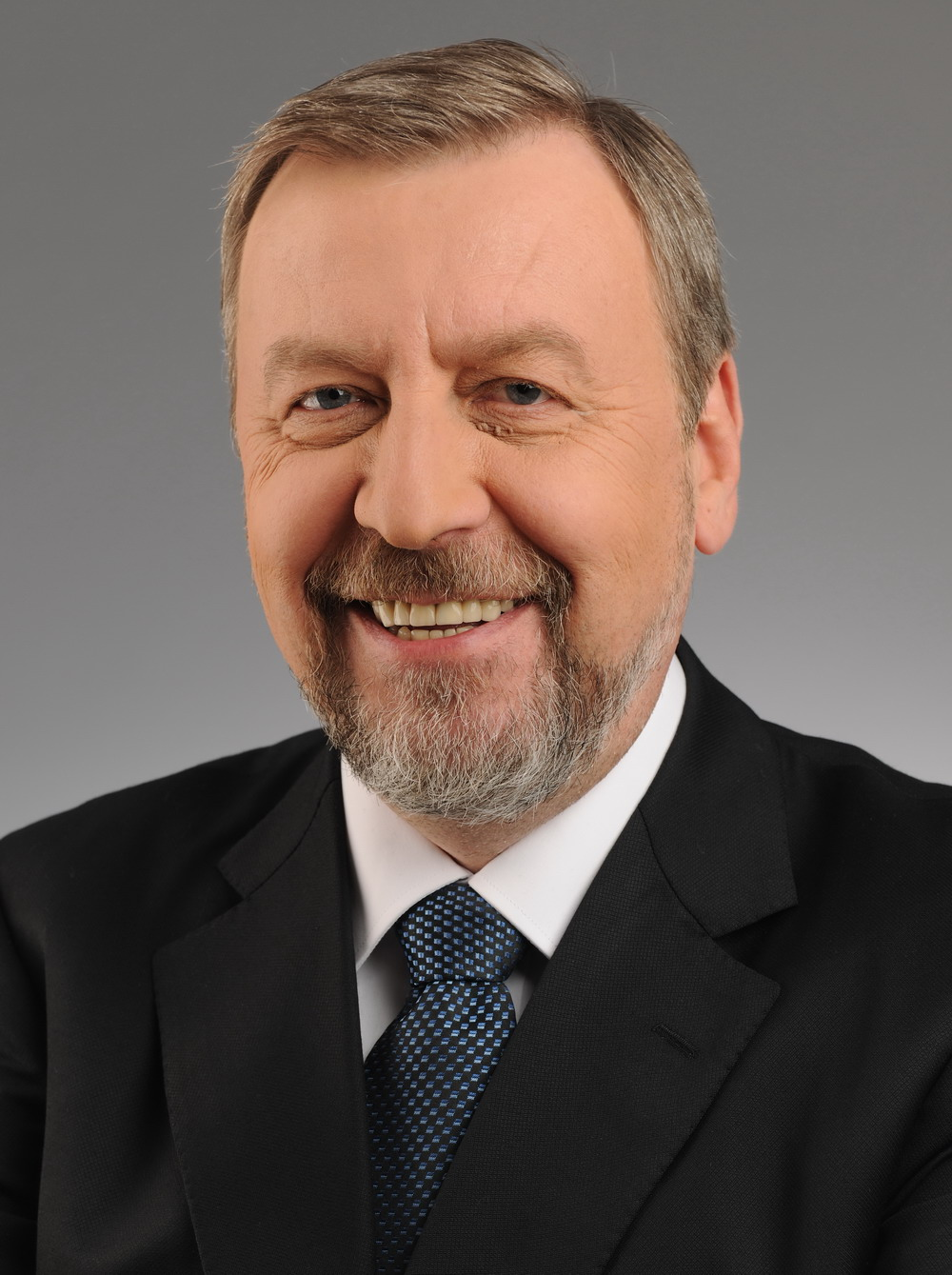
Sannikaŭ (2010)

Andrei Sannikaŭ (Minsk, 8 maart 1954) is een Wit-Russisch diplomaat en politicus. 

## Biografie
Van 1982 tot 1987 werkte Andrei Sannikaŭ als vertaler voor de Verenigde Naties (VN) in New York. Vervolgens ging hij studeren aan de Diplomatieke Academie van het Russische ministerie van Buitenlandse Zaken te Moskou waar hij in 1991 afstudeerde. Als diplomaat voor Wit-Rusland kreeg hij verschillende missies, om in 1995 adjunct-minister van Buitenlandse Zaken te worden. 
Bij de Wit-Russische presidentsverkiezingen van 2010 eindigde hij als tweede. In de aanloop van de verkiezingen werd zijn campagneleider Aleh Byabenin, stichtend lid van mensenrechtenorganisatie Charter 97 en journalist, onder verdachte omstandigheden dood aangetroffen. Meerdere buitenlandse leiders erkenden de uitslag van de verkiezingen niet, vanwege grootschalige fraude en onregelmatigheden. Tijdens een protestmars naar aanleiding van de bekendmaking van de uitslag werden Sannikaŭ en zijn vrouw en journalist Iryna Khalip door de politie in elkaar geslagen en opgesloten. 
In 2011 werd hij veroordeeld tot vijf jaar cel voor het organiseren van massa-onrusten. Onder druk van de Europese Unie, die dit als een politiek vonnis beschouwde, kreeg hij in 2012 een presidentieel pardon van Aleksandr Loekasjenko.